# دورتی استارتن
دورتی استارتن (انگلیسی: Dorothy Stratten؛ ۲۸ فوریهٔ ۱۹۶۰ – ۱۴ اوت ۱۹۸۰ (۲۰ سال)) یک بازیگر سینما، و هنرپیشه اهل کانادا بود.
از فیلم‌های معروف او می‌توان به بازی در فیلم اسکیت‌تاون اشاره کرد.